# Dennis Weaver
Pour les articles homonymes, voir Weaver.
 (octobre 2011).
Si vous disposez d'ouvrages ou d'articles de référence ou si vous connaissez des sites web de qualité traitant du thème abordé ici, merci de compléter l'article en donnant les références utiles à sa vérifiabilité et en les liant à la section « Notes et références ».
William Dennis Weaver, né le 4 juin 1924 à Joplin, Missouri, et mort d'un cancer le 24 février 2006 à Ridgway, Colorado, est un acteur américain.

## Biographie
Il est diplômé de l’université d'Oklahoma. Dennis Weaver a été pilote dans la Naval Air Corps (en). C'est après avoir échoué à se qualifier pour les Jeux olympiques d'été de 1948, dans l'épreuve du décathlon, qu'il décide de se lancer dans la carrière d'acteur.
De 1955 à 1964, il joue dans la série Gunsmoke. Au cinéma, il interprète en 1958 le rôle du veilleur de nuit névrosé dans La Soif du mal d'Orson Welles. Entre 1970 et 1977, il interprète le shérif Sam McCloud dans la série policière Un shérif à New York. Son rôle le plus connu est celui de David Mann dans le téléfilm Duel de Steven Spielberg en 1971 (adapté en version longue pour le cinéma en 1973). Il y joue le rôle d'un conducteur, harcelé et menacé par un poids lourd. À la télévision, il apparaît en guest star dans un épisode des Simpson.
Il enregistre plusieurs disques de musique country et monte des spectacles shakespeariens dans lesquels il joue jusqu'à 19 rôles.
Il demeure marié jusqu'à sa mort à Gerry Stowell, épousée le 20 octobre 1945, dont il a trois fils : Rick, Robby et Rusty. Il n'a aucun lien de parenté avec l'acteur Fritz Weaver, ni avec l'actrice Sigourney Weaver.

## Dennis Weaver et l'écologie
Il est l'une des premières personnalités à se consacrer sérieusement à l'écologie. Sa famille et lui-même sont végétariens et, à partir de 1990, il vit dans une maison entièrement chauffée à l'énergie solaire. Son immense demeure de Ridgway est construite avec 300 pneus et 300 000 boîtes de conserves recyclées,,.

## Filmographie

### Cinéma
- 1952 : Le Traître du Texas (Horizons West), de Budd Boetticher : Dandy Taylor
- 1952 : L'Heure de la vengeance (The Raiders) de Lesley Selander : Dick Logan
- 1953 : La Belle Rousse du Wyoming (The Redhead from Wyoming) de Lee Sholem : Matt Jessup
- 1953 : Victime du destin (The Lawless Breed) de Raoul Walsh : Jim Clements
- 1953 : Le Gentilhomme de la Louisiane (The Mississippi Gambler) de Rudolph Mate : Julian Conant
- 1953 : It Happens Every Thursday (en) de Joseph Pevney : Al, président de la Chambre du Commerce
- 1953 : Quand la poudre parle (Law and Order) de Nathan Juran : Frank Durling
- 1953 : L'Héroïque Lieutenant (Column South) de Frederick de Cordova : Menguito
- 1953 : Le Déserteur de Fort Alamo (The Man from the Alamo) de Budd Boetticher : Reb
- 1953 : La Légende de l'épée magique (The Golden Blade) de Nathan Juran : Rabble Rouser
- 1953 : L'Homme du Nebraska (The Nebraskan) de Fred F. Sears : capitaine De Witt
- 1953 : À l'assaut du Fort Clark (War Arrow) de George Sherman : Pino
- 1954 : Mission périlleuse (Dangerous Mission) de Louis King : Ranger clerk
- 1954 : La police est sur les dents (en) (Dragnet) de Jack Webb : capitaine de police R.A. Lohrman
- 1954 : Les Ponts de Toko-Ri (The Bridges at Toko-Ri) de Mark Robson : officier de renseignement de l’Armée de l’air
- 1955 : Dix hommes à abattre (Ten Wanted Men) de Bruce Humberstone : shérif Clyde Gibbons
- 1955 : Seven Angry Men de Charles Marquis Warren : John Brown Jr.
- 1955 : Le Grand Chef (Chief Crazy Horse) de George Sherman : major Carlisle
- 1955 : Storm Fear de Cornel Wilde : Hank
- 1956 : Navy Wife de Edward Bernds
- 1958 : La Soif du mal (Touch of Evil) de Orson Welles : veilleur de nuit au Mirador Motel
- 1960 : Le héros du pacifique (en) (The Gallant Hours) de Robert Montgomery : lieutenant Andy Lowe
- 1966 : La Bataille de la vallée du diable (Duel at Diablo) de Ralph Nelson : Willard Grange
- 1966 : Tiens bon la rampe, Jerry (Way… Way Out) de Gordon Douglas : Hoffman
- 1967 : Le Grand Ours et l'enfant (Gentle Giant) de James Neilson : Tom Wedloe
- 1968 : Mission Batangas de Keith Larsen : Chip Corbett
- 1970 : Un homme nommé Sledge (A Man Called Sledge) de Vic Morrow : Erwin Ward
- 1971 : What's the Matter with Helen? de Curtis Harrington : Linc Palmer
- 1973 : Duel (version cinéma : téléfilm de 1971 rallongé à 86 minutes) de Steven Spielberg : David Mann
- 1977 : Cry for Justice de Bob Kelljan
- 1995 : Two Bits & Pepper de Corey Michael Eubanks : shérif Pratt
- 1997 : Telluride: Time Crosses Over : caméo
- 1998 : Sauvetage à Wildcat Canyon (Escape from Wildcat Canyon) de Marc F. Voizard : Grand-père Flint
- 2000 : Crash dans l'océan (Submerged) de Fred Olen Ray : Buck Stevens

### Séries télévisées
- 1955 : Schlitz Playhouse of Stars : Ben
- 1955 : Badge 714 (Dragnet) : Dave Rotbart
- 1955 : The Lone Ranger : Jeb Sullivan
- 1955-1964 : Gunsmoke : Chester Goode
- 1956 : Big Town
- 1958 : Climax! : Steve Maclyn
- 1958 : Playhouse 90 : Karl Ohringer
- 1960 : Alfred Hitchcock présente (Alfred Hitchcock presents) : Charles Cavender
- 1961 : La Quatrième Dimension (The Twilight Zone) : Adam Grant
- 1964-1965 : Kentucky Jones : Kentucky Jones
- 1965 : Le Jeune Docteur Kildare (Dr Kildare) : Wayne Wandemeir
- 1965 : Combat ! (Combat!) : Noah
- 1966 : Disney Parade (Disneyland) : George Tucker, the Sundown Kid
- 1967 : Mon ami Ben (Gentle Ben) : Tom Wedloe
- 1969 : Judd for the Defense : professeur Robert Beardsley
- 1969 : Les Règles du jeu (The Name of the Game) : Walter Grayson
- 1970 : That Girl : Lewis Franks
- 1970 : Le Virginien (The Virginian) : Jed Haines, dit « Judge Harker »
- 1970-1977 : Un shérif à New York : Sam McCloud
- 1974 : The Flip Wilson Show : lui-même
- 1978 : Pearl : colonel Jason Forrest
- 1978 : Colorado : P.J. Poteet
- 1979 : Police Story : Bently
- 1980 : Stone : inspecteur Daniel Stone
- 1983 : Scandales à l'Amirauté : contre-amiral Thomas Mallory
- 1985 : Magnum (Magnum, P.I.) : Lacy Fletcher
- 1987 : Buck James : Dr Buck James
- 1991 : Les Nouvelles Aventures de Capitaine Planète (Captain Planet and the Planeteers) : Josh
- 1994-1995 : Lonesome Dove (Lonesome Dove: The Series) : Buffalo Bill Cody
- 2001 : The Beast : Walter McFadden
- 2001 : Associées pour la loi (Family Law) : juge Richard Lloyd
- 2002 : Les Simpson (The Simpsons) : Buck McCoy
- 2003 : Les Anges du bonheur (Touched by an Angel) : Emmett Rivers
- 2005 : Wildfire : Henry

### Téléfilms
- 1970 : McCloud: Who Killed Miss U.S.A.? (téléfilm) : Sam McCloud
- 1970 : Swing Out, Sweet Land (en) (téléfilm) : Tom Lincoln
- 1971 : The Forgotten Man (téléfilm) : lieutenant Joe Hardy
- 1971 : Duel (téléfilm) : David Mann
- 1972 : The Great Man's Whiskers (téléfilm) : Abraham Lincoln
- 1972 : En piste (Rolling Man, téléfilm) : Lonnie McAfee
- 1973 : Female Artillery (téléfilm) : Deke Chambers
- 1973 : Terreur sur la plage (Terror on the Beach, téléfilm) : Neil Glynn
- 1976 : The John Denver Special (téléfilm)
- 1977 : Intimate Strangers (téléfilm) : Donald Halston
- 1978 : The Islander (téléfilm) : Gable McQueen
- 1978 : Ishi: The Last of His Tribe (téléfilm) : professeur Benjamin Fuller
- 1979 : Exécutions sommaires (Stone, téléfilm) : Daniel Ellis Stone
- 1978-1979 : Colorado (Centennial, feuilleton) : R.J. Poteet
- 1979 : The Ordeal of Patty Hearst (téléfilm) : Charles Bates
- 1980 : Amber Waves (téléfilm) : Elroy « Bud » Burkhardt
- 1980 : The Ordeal of Dr. Mudd (téléfilm) : Dr Samuel A. Mudd
- 1981 : La Rupture (The Day the Loving Stopped, téléfilm) : Aaron Danner
- 1982 : Un enfant de lumière (Don't Go to Sleep, téléfilm) : Phillip
- 1983 : Cocaïne (Cocaine: One Man’s Seduction, téléfilm) : Eddie Gant
- 1985 : La Course vers le sommet (Going for the Gold: The Bill Johnson Story, téléfilm) : Wally Johnson
- 1986 : A Winner Never Quits (en) (téléfilm) : Mr. Wyshner
- 1987 : Bluffing It (téléfilm) : Jack Duggan
- 1988 : Disaster at Silo 7 (téléfilm) : shérif Ben Harlen
- 1989 : The Return of Sam McCloud (téléfilm) : Sam McCloud
- 1992 : Mastergate (téléfilm) : Dale Burden
- 1994 : Greyhounds (téléfilm) : Chance Wayne
- 1994 : Les Batailles de la guerre de Sécession (The Great Battles of the Civil War, feuilleton) : Robert E. Lee (voix)
- 1997 : Cœur de séductrice (Seduction in a Small Town) (téléfilm) : Sam Jenks
- 1997 : Stolen Women, Captured Hearts (téléfilm) : capitaine Farnsworth
- 2000 : Le Virginien (The Virginian, téléfilm) : Sam Balaam
- 2000 : High Noon (téléfilm) : Mart Howe

## Distinctions
- 1987 - Prix Humanitaire - Women in Film Crystal Awards - États-Unis.
- 1959 - Pour : Police des plaines - Gunsmoke (TV) - Emmy pour le meilleur acteur de second rôle - Emmy Awards, États-Unis.